# David Carney
David Carney (Sydney, 30 november 1983) is een Australisch voormalig voetballer die meestal als linkervleugelverdediger opgesteld werd.

## Clubcarrière
David Carney groeide op in New South Wales. Op zijn zestiende werd hij gescout door Everton FC en verhuisde hij naar Liverpool. Tot 2003 speelde hij in de jeugd van Everton. In een elftal met Wayne Rooney haalde Carney in 2002 de finale van de FA Youth Cup. Vervolgens stond hij onder contract bij de kleinere Britse clubs Oldham Athletic AFC (2003), Halifax Town AFC (2004) en Hamilton Academical FC (2004-2005), maar hij kwam bij deze clubs weinig tot spelen.
In 2005 keerde Carney terug naar zijn geboorteland om met Sydney FC in de nieuwe A-League te gaan spelen. Carney had een belangrijk aandeel in de winst van het Oceania Club Championship in 2005, aangezien hij scoorde in de finale tegen AS Magenta uit Nieuw-Caledonië. Op het wereldkampioenschap voetbal voor clubs van 2005 maakte de middenvelder het winnende doelpunt tegen het Egyptische Al-Ahly waardoor Sydney FC op de vijfde plaats eindigde. In 2006 werd Carney met Sydney FC kampioen van de A-League.
In de zomer van 2007 werd hij gecontracteerd door Sheffield United FC. Bij Sheffield kwam Carney niet veel aan spelen toe. In 2009 werd hij verhuurd aan Norwich City FC, waarmee hij degradeerde uit The Championship. Hij maakte vervolgens in augustus 2009 een overstap naar FC Twente in de Nederlandse Eredivisie, waar hij een tweejarig contract met een optie voor een derde jaar tekende. Onder de Britse trainer Steve McClaren kwam Carney gedurende het seizoen 2009/10 tot veertien optredens. In de competitie bleef dit beperkt tot acht, meestal kortstondige invalbeurten. Alleen in de thuiswedstrijd tegen Ajax speelde hij de gehele tweede helft, als invaller voor de zieke Peter Wisgerhof. In de Europa League kwam hij tot drie volledige wedstrijden, mede omdat Dwight Tiendalli, zijn directe concurrent voor de linksbackpositie, niet speelgerechtigd was. Met FC Twente werd Carney in seizoen 2009/10 landskampioen en won hij in de aanloop naar seizoen 2010/11 de Johan Cruijff Schaal. Hoewel hij in de eerste wedstrijden van seizoen 2010/11 in de basisopstelling stond, verruilde hij op 31 augustus 2010 FC Twente voor Blackpool FC in de Engelse Premier League. In de zomer van 2011 was hij tijdelijk clubloos voor hij begin oktober bij AD Alcorcón in de Spaanse Segunda División A tekende. Daar kwam hij weinig aan spelen toe en in februari 2012 werd zijn contract in overleg ontbonden. Na een stage tekende hij voor het seizoen 2012 bij FC Bunyodkor uit Oezbekistan. Na een korte periode in de Verenigde Staten bij New York Red Bulls, keerde hij begin 2014 terug in Australië bij Newcastle Jets FC. Daar werd hij eind januari met vier collega's ontslagen na een 7-0 nederlaag. Uiteindelijk mocht hij toch blijven maar kwam pas weer aan spelen toe na het ontslag van de coach. Carney vervolgde zijn loopbaan begin 2016 bij Sydney FC.

## Interlandcarrière
Carney debuteerde in februari 2006 tegen Bahrein in het Australisch nationaal elftal. Hij behoorde tot de Australische selectie voor de Azië Cup 2007, het eerste Aziatische toernooi waaraan Australië deelnam na de overstap van de OFC naar de AFC in januari 2007. Op dit toernooi werden de Socceroos in de kwartfinale na strafschoppen uitgeschakeld door Japan. In deze wedstrijd was Carney basisspeler en hij was een van de drie Australiërs die de strafschop wel benutte.
Ook op het Wereldkampioenschap voetbal 2010 maakte Carney deel uit van de selectie van Australië. In de eerste wedstrijd tegen Duitsland, die met 4-0 verloren ging, was hij nog reserve. In de wedstrijden tegen Ghana en Servië stond hij wel opgesteld.
Carney vertegenwoordigde zijn vaderland (als dispensatiespeler) eveneens bij de Olympische Spelen van 2008 in Peking. Daar werd de selectie onder leiding van bondscoach Graham Arnold uitgeschakeld in de groepsronde na nederlagen tegen Ivoorkust (0-1) en Argentinië (0-1) en een gelijkspel tegen Servië (1-1).

## Erelijst
- OFC Club Championship: 2005 (Sydney FC)
- Landskampioen Australië: 2006 (Sydney FC)
- Landskampioen Nederland: 2010 (FC Twente)
- Johan Cruijff Schaal: 2010 (FC Twente)

## Clubstatistieken

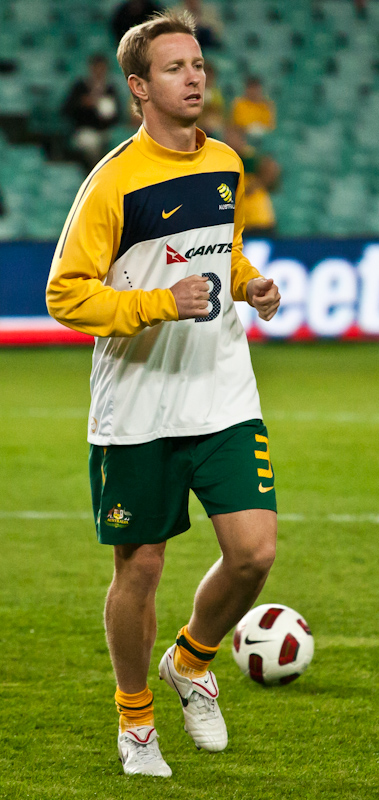
Carney bij het Australische team in 2010

| seizoen | club                   | land             | competitie          | duels | goals |
| ------- | ---------------------- | ---------------- | ------------------- | ----- | ----- |
| 2003/04 | Oldham Athletic AFC    | Engeland         | League One          | 0     | 0     |
| 2003/04 | Halifax Town AFC       | Engeland         | Conference National | 3     | 0     |
| 2004/05 | Hamilton Academical FC | Schotland        | First Division      | 8     | 0     |
| 2005/06 | Sydney FC              | Australië        | A-League            | 21    | 6     |
| 2006/07 | Sydney FC              | Australië        | A-League            | 12    | 1     |
| 2007/08 | Sheffield United FC    | Engeland         | The Championship    | 21    | 2     |
| 2008/09 | Sheffield United FC    | Engeland         | The Championship    | 0     | 0     |
| 2008/09 | Norwich City FC        | Engeland         | League One          | 9     | 0     |
| 2009/10 | FC Twente              | Nederland        | Eredivisie          | 8     | 0     |
| 2010/11 | FC Twente              | Nederland        | Eredivisie          | 3     | 0     |
| 2010/11 | Blackpool FC           | Engeland         | Premier League      | 11    | 0     |
| 2011/12 | AD Alcorcón            | Spanje           | Segunda División A  | 3     | 0     |
| 2012    | FC Bunyodkor           | Oezbekistan      | FC Bunyodkor        | 4     | 1     |
| 2013    | New York Red Bulls     | Verenigde Staten | Major League Soccer | 9     | 0     |